# Любимовка (Ореховский район)
Любимовка (укр. Любимівка) — село,
Кировский сельский совет,
Ореховский район,
Запорожская область,
Украина.
Код КОАТУУ — 2323981502. Население по переписи 2001 года составляло 122 человека.

## Географическое положение
Село Любимовка находится на правом берегу реки Конка,
выше по течению на расстоянии в 0,5 км расположено село Таврическое,
ниже по течению на расстоянии в 2,5 км расположено село Одаровка,
на противоположном берегу — село Юрковка.
Река в этом месте извилистая, образует лиманы и старицы.
Рядом проходят автомобильная дорога Т-0803 и
железная дорога, станция Общая в 2-х км.